# دان كوبياك
دان كوبياك هو مدرس وسياسي أمريكي، ولد في 19 مارس 1938 في Reagan, Texas ‏ في الولايات المتحدة، وتوفي في 30 أغسطس 1998 في روكليد في الولايات المتحدة. نشط حزبياً في الحزب الديمقراطي. وقد انتخب عضو مجلس نواب تكساس ‏.